# 2147 Харадзе
2147 Харадзе (2147 Kharadze) — астероїд головного поясу, відкритий 25 жовтня 1976 року.
Тіссеранів параметр щодо Юпітера — 3,175.